# Sociedad Deportiva Eibar (femenino)
La Sociedad Deportiva Eibar Femenino es la sección de fútbol femenino de la Sociedad Deportiva Eibar fundada en 2009. Actualmente compite en Primera Federación Femenina, la segunda categoría del fútbol femenino español.

## Historia
Los antecedentes del fútbol femenino en Éibar se sitúan en el año 1971, en el que un equipo formado exclusivamente por mujeres jugó un partido amistoso en Ipurúa para recaudar dinero a favor de las ikastolas clandestinas. El régimen de Franco prohibió la disputa de dicho partido, aduciendo que "el fútbol no es apropiado para señoritas". Las eibarresas, desafiando la prohibición, jugaron y ganaron el partido.
El origen del Éibar Femenino se encuentra en el Eibartarrak Futbol Taldea, club de fútbol femenino fundado en 1991. En su primera temporada el Eibartarrak se proclamó campeón de Liga Regional y consiguió el ascenso a la Liga Nacional. Durante varias temporadas el Eibartarrak compitió en categoría nacional, consiguiéndo importantes logros como el sbcampeonato de la Copa de la Reina en la temporada 1998/99 o el subcampeonato de liga en la 2000/01. En 2001 se crea la nueva Superliga, de la que el Eibartarrak no forma parte y permanece en Primera Nacional. 
En el año 2003 la Sociedad Deportiva Eibar se hace cargo del equipo femenino del Eibartarrak FT, que pasó a vestir los colores del club y a conocerse como Éibar-Eibartarrak. 
En 2009 se produce una modificación en la Superliga y varios clubes pertenecientes a la Liga Nacional de Fútbol Profesional son invitados a participar, entre ellos el Éibar. Entonces éste llegó a un acuerdo con las jugadoras y los equipos femeninos del Éibar-Eibartarrak se integraron en la estructura del club.
En la temporada 2010-2011 se produce el descenso de la máxima categoría de Fútbol Estatal a Segunda División, donde permanece 2 años hasta que se consume otro descenso en la 2012-2013. Esta temporada han intentado volver a Segunda División, pero han conseguido el 2º puesto en Liga Vasca y no lograron el ascenso.
Al término de la temporada 2014-15, consigue de nuevo el ascenso a Segunda División y se convierte en el Primer Equipo Femenino desgajándose del Fútbol Base del Club. En la actual temporada 2017-18 el Primer Equipo Femenino de SD Eibar compite ya no solo por la permanencia en una complicada Segunda División, sino por el ascenso a Primera.
En la temporada 2019/20 el conjunto armero consigue el ascenso a la Primera División Femenina de España, con la temporada inacabada por la crisis del coronavirus.

## Palmarés

### Campeonatos nacionales
- Supercopa de España femenina (1): 1999-00.
- Subcampeón de la Copa de la Reina (1): 1998/99.
- Campeón de la Liga Nacional, Grupo Norte (2): 1998/99, 2000/01.
  - Subcampeón de la Liga Nacional, Grupo Norte (2): 1997/98, 1999/00.

### Campeonatos de Euskadi
- Copa de Euskadi (1): 1995/96.
- Liga de Euskadi (2): 2001/02, 2014/15.

### Torneos amistosos
- Gasteiz Cup (2): 2002/03, 2003/04.
- Campeonato Playero - Liga (1): 2005/06.